# Vadstena
Vadstena (ouça a pronúncia) é uma pequena cidade da província da Östergötland, na região histórica da Gotalândia, no sul da Suécia.
Conserva um carácter medieval, com ruas antigas e casas de madeira no centro, e um castelo renascentista no centro da cidade.

É a sede da comuna de Vadstena, pertencente ao condado da Östergötland, onde é a cidade residência do governador (residensstad).
Segundo censo de 2020, tinha 5 734. Possui 3,61 quilômetros quadrados e se localiza na margem oriental do lago Vättern, 15 km a sul do Rio Motala.
Sua economia se baseia no turismo e indústria manufatureira.

Foi nesta cidade que, no século XIV, Santa Brígida da Suécia fundou a Abadia de Vadstena, o primeiro convento da Ordem de Santa Brígida. No centro histórico há a casa medieval de Udd Jönsson e a torre do sino do século XIV e os paços do concelho (Rådhuset) do século XV. Nas cercanias, está a abadia e a igreja conventual de Vadstena. Ao sul da cidade, está o Castelo de Vadstena. A cidade está mencionada na Suécia antiga e contemporânea de 1716.

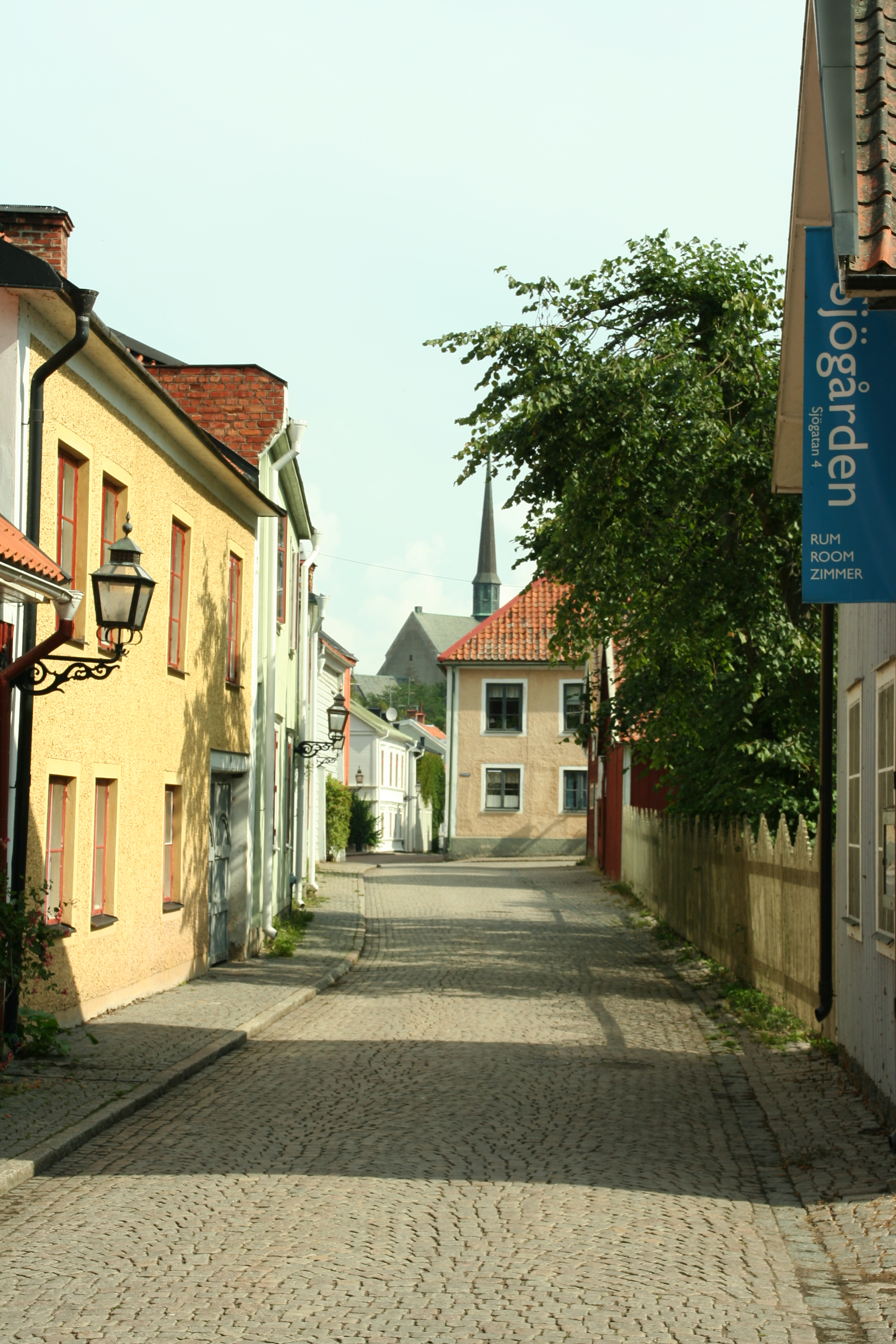
A rua Sjögatan no centro da cidade
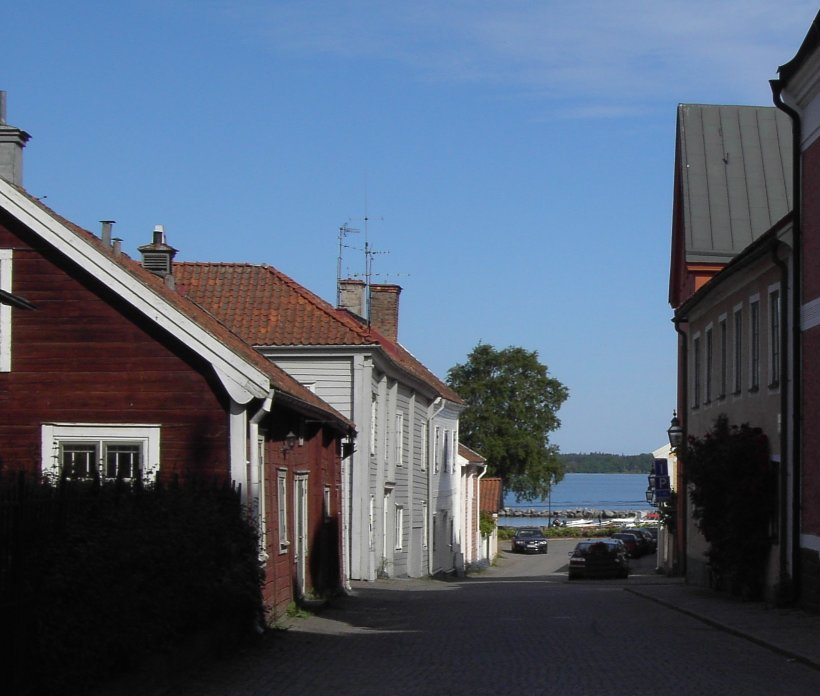
A rua Krabbegatan
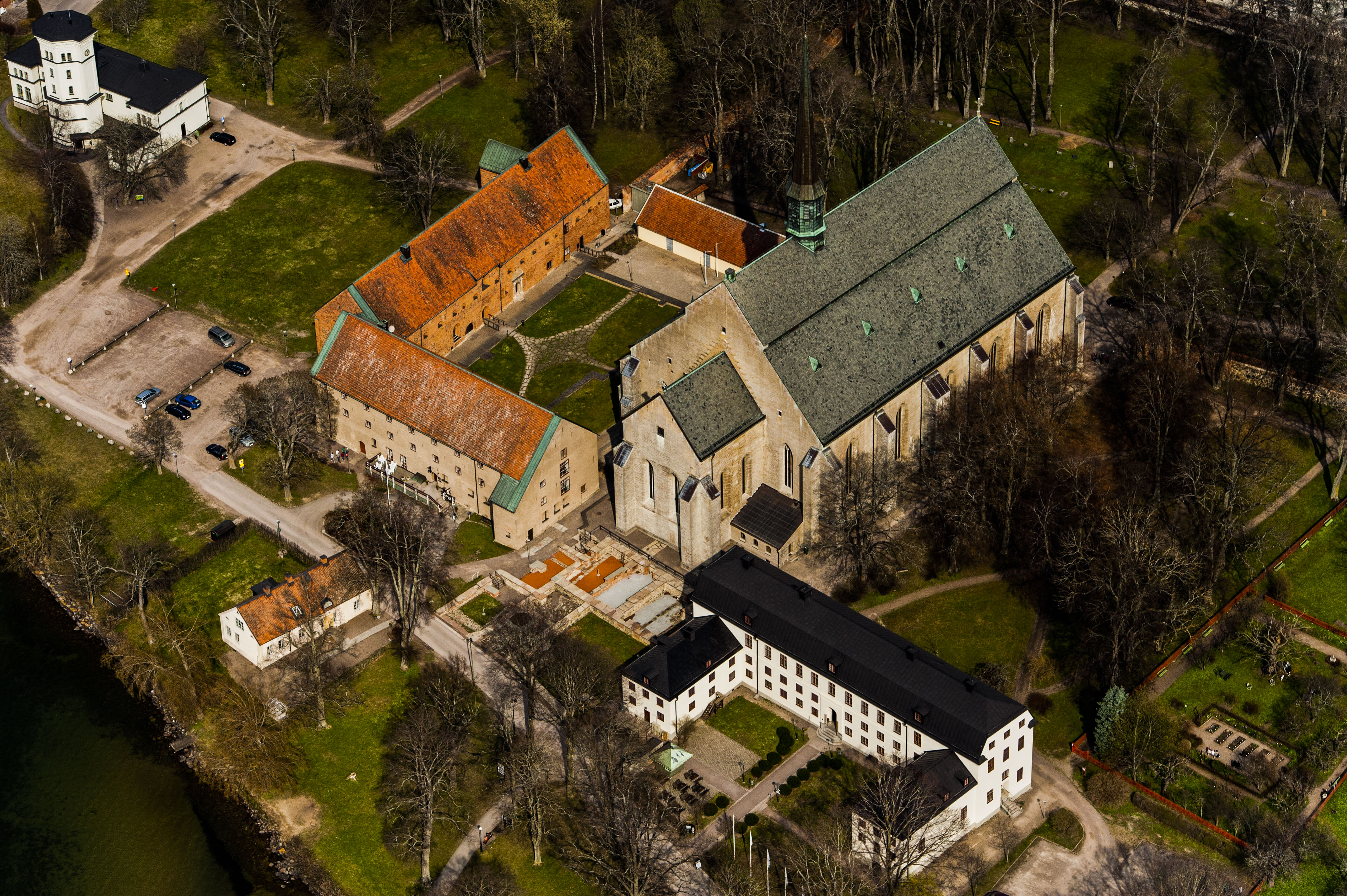
A abadia de Vadstena
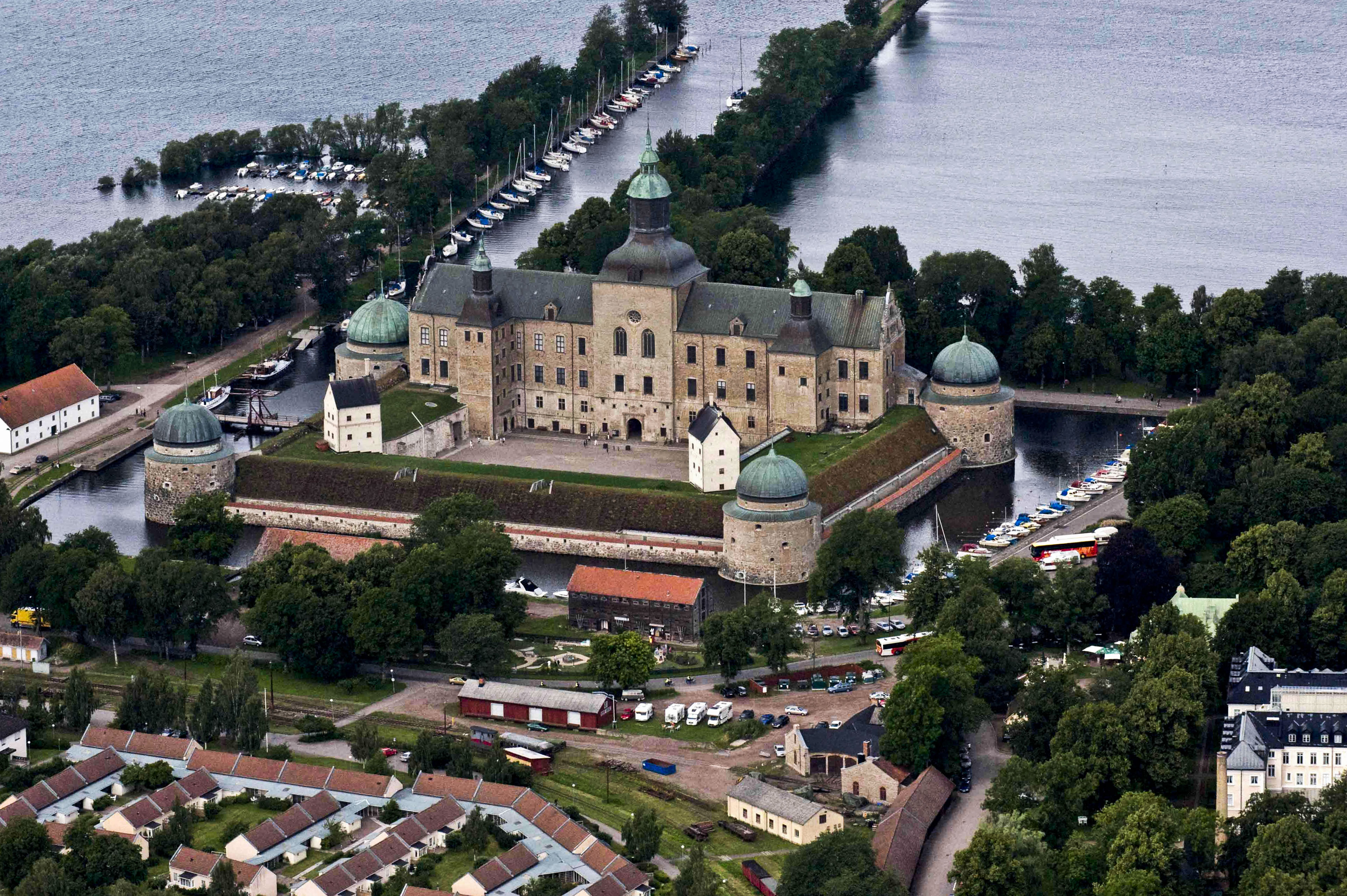
O castelo de Vadstena